# Championnats de France de pétanque 2015
Navigation
Édition précédente Édition suivante
Les championnats de France de pétanque 2015 est une édition des championnats de France de pétanque. 

## Présentation
Cette compétition constitue la 70e édition du triplette sénior masculin, la 46e édition du doublette sénior masculin, la 50e édition du tête à tête sénior masculin, la 13e édition du triplette sénior féminin, la 40e édition du doublette sénior féminin, la 2e édition du tête à tête sénior féminin, la 23e édition du doublette sénior mixte, la 59e édition du triplette junior, la 47e édition du triplette cadet, la 32e édition du triplette minime et la 21e édition du triplette vétéran. Elle se déroule à Narbonne (Aude) du 5 au 6 septembre 2015 pour le triplette sénior masculin ; à Pau (Pyrénées-Atlantiques) du 12 au 13 septembre 2015 pour le doublette sénior masculin et tête à tête sénior féminin ; à Troyes (Aube) du 11 au 12 juillet 2015 pour le tête à tête sénior masculin et doublette sénior féminin ; à Montauban (Tarn-et-Garonne) du 27 au 28 juin 2015 pour le triplette sénior féminin ; à Rennes (Ille-et-Vilaine) du 25 au 26 juillet 2015 pour le doublette sénior mixte ; à Nevers (Nièvre) du 22 au 23 août 2015 pour le triplette junior, cadet et minime ; et à Saint-Cannat (Bouches-du-Rhône) du 13 au 14 juin 2015 pour le triplette vétéran.

## Palmarès
| Catégorie                   | Vainqueur(s)                                         | Finaliste(s)                                             |
| --------------------------- | ---------------------------------------------------- | -------------------------------------------------------- |
| Triplette sénior masculin   | Fabien Barre, Dylan Nexon et Sacha Solana            | Henri Lacroix, Bruno Le Boursicaud et Michel Loy         |
| Doublette sénior masculin   | Angy Savin et Maison Durk                            | Christian Fazzino et Denis Olmos                         |
| Tête à tête sénior masculin | Dylan Rocher                                         | Pierre Hoffmann                                          |
| Triplette sénior féminin    | Cindy Peyrot, Angélique Colombet et Alison Rodriguez | Nadège Baussian, Anna Maillard et Florence Schopp        |
| Doublette sénior féminin    | Angélique Colombet et Audrey Bandiera                | Sabrina Binda et Marianne Couzon                         |
| Tête à tête sénior féminin  | Ludivine Lovet                                       | Christelle Barre                                         |
| Doublette sénior mixte      | Vanessa Denaud et Michel Loy                         | Christine Saunier et Dylan Rocher                        |
| Triplette junior            | Thibaud Godard, Fabio Zeni et Incliff Germain        | Delson Boulanger, Ephraim Durk et Thibault Escolano      |
| Triplette cadet             | Thomas Bernal, Grégory Tasserit et Alexis Fontaine   | Enzo Ruscelli, Thomas Aubery et Nelson Vigne             |
| Triplette minime            | Léo Lastella, Etienne Giovale-Merlo et Thomas Bonner | Julien Cartayrade, Nathan Moulières et Gauthier Lavabre  |
| Triplette vétéran           | Jean Uhlman, Jean-Marc Rebuffat et Gérard Humblot    | Jacques Blois, Jean-Pierre Duruisseau et Patrick Saphore |